# 光栄堯夫
光栄 堯夫（みつはな たかお、1946年12月22日 - ）は歌人、文芸評論家。

## 経歴
茨城県生まれ。東洋大学文学部国文学科卒業、上智大学大学院文学研究科修士課程修了。
大学在学中より詩誌「L'ETRANGER」を編集。その後、歌誌「個性」の同人として、加藤克巳に師事。詩、短歌以外にも、評論、小説と広く文芸の領域に関わる。歌集『姿なき客人』（五月書房、2003年）は、デザイナー・田淵裕一とのコラボレーションによる展覧会「輪郭の幻影 光栄堯夫歌集「姿なき客人」から」へと発展する。
現在は短歌を中心に活動を行っているが、その作風は、モダニズム短歌の影響を受けながら、いわば現代の黙示録的状況を描く手段として活用するところに独自性がある。1985年、歌誌「桜狩」を創刊し、2018年の終刊まで主宰。会員に、吉野裕之（2011年まで）、尾形平八郎、白瀧まゆみなどがいた。

## 著書
- 詩集『白日の記憶』国文社、1971年
- 評論『三島由紀夫論』五月書房、1975年

同 砂子屋書房、1989年
同 沖積舎、2000年 ISBN 978-4806046585
- 歌集『夕暮の窓』砂子屋書房、1990年
- 評論『加藤克巳論』沖積舎、1990年
- 歌集『現場不在証明』ながらみ書房、1992年
- 評論『非在の視野から-転形期の定型』沖積舎、1993年 ISBN 978-4806045830
- 歌集『ゴドーそれから』沖積舎、1994年 ISBN 978-4806010661
- 小説『少年の海』五月書房、1997年 ISBN 978-4772702034
- 歌集『空景』深夜叢書社、1999年 ISBN 978-4880322292
- 歌集『姿なき客人（まろうど）』五月書房、2003年 ISBN 978-4772703918
- アンソロジー『東洋大学の歌人』（大滝貞一・高久茂・神作光一・中根三枝子編）勉誠出版、2005年 ISBN 978-4585031208
- 歌集『向こう側』ながらみ書房、2009年 ISBN 978-4860235994